# Marsden Hartley

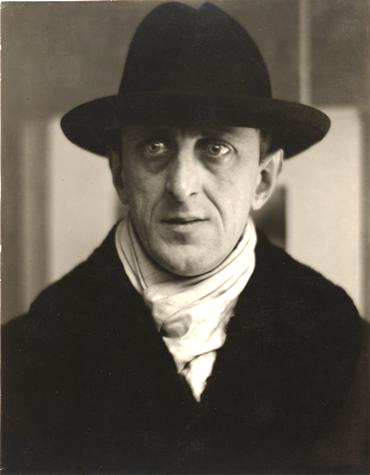
Marsden Hartley, Foto von Alfred Stieglitz (um 1915)

Marsden Hartley (eigentlich Edmund Hartley; * 4. Januar 1877 in Lewiston, Maine; † 2. September 1943 in Ellsworth, Maine) war ein US-amerikanischer Maler. Er gilt als einer der profiliertesten Maler der klassischen Moderne in den Vereinigten Staaten.

## Leben und Werk

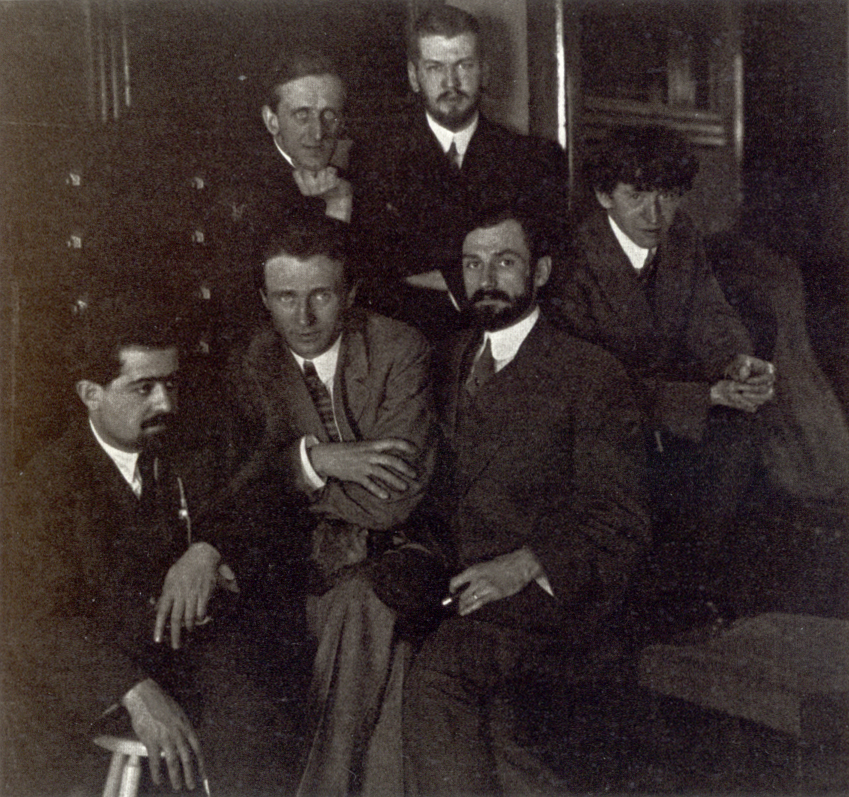
Junge amerikanische Künstler der „Modern School“. Von links nach rechts: Jo Davidson, Edward Steichen, Arthur B. Carles, John Marin; hinten: Marsden Hartley und Laurence Fellows, um 1911, Bates College Museum of Art

Edmund Hartley stammte aus einer Kleinstadt in dem Neuenglandstaat Maine. Er war der einzige Junge einer neunköpfigen Familie. Mit 13 Jahren malte er Objekte aus der Natur ab, als er einem ortsansässigen Naturforscher aushalf, die einheimischen Schmetterlinge, Insekten und Blumen der Umgebung zu dokumentieren. 1896 begann er einen Kunstkurs in Cleveland, schrieb sich im selben Jahr an der Cleveland School of Arts ein und erhielt 1899 ein Stipendium für ein fünfjähriges Kunststudium in New York, wo er an der Chase School und an der National Academy of Design studierte. An der National Academy of Design besuchte er die Meisterklasse bei William Merritt Chase. In dieser Zeit studierte er eine Technik, die Segantini stitch („Segantini-Masche“) hieß, wobei reine Farbe nebeneinander in langen, breiten Strichen auf die Leinwand gebracht wurde.
1906, wieder zurück in seiner Heimatstadt Lewiston, übernahm er den Geburtsnamen seiner Stiefmutter „Marsden“ als Vornamen. 1909 traf er Alfred Stieglitz, der noch im selben Jahr Hartleys erste Einzelausstellung in dessen New Yorker Galerie 291 eröffnete. Als sich ihm durch die Großzügigkeit von Stieglitz die Chance bot, querte er im April 1912 den Atlantik und blieb einige Jahre in Europa.

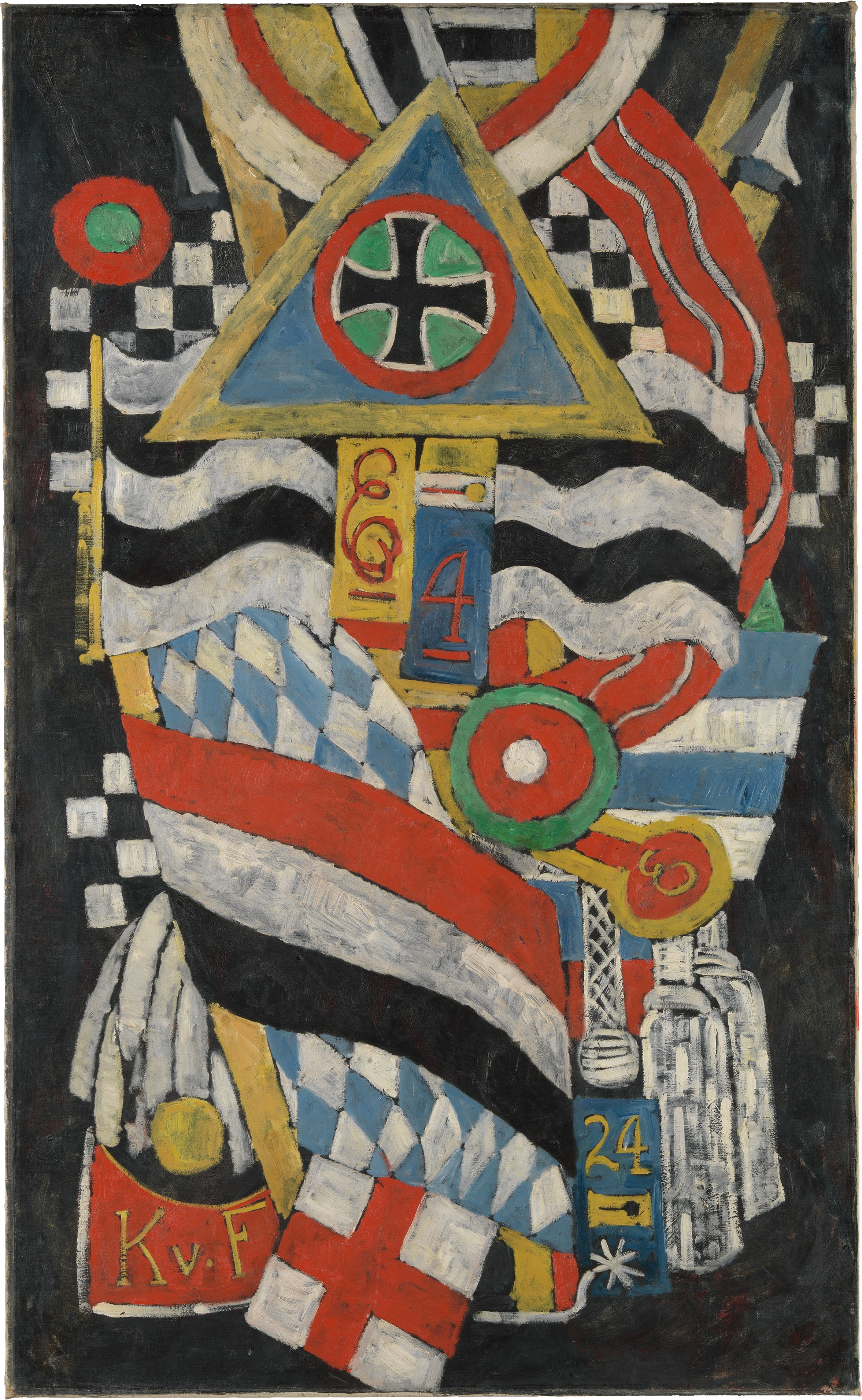
Portrait of a German Officer (1914), Metropolitan Museum of Art

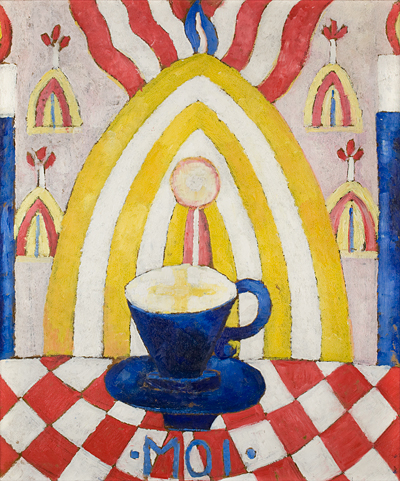
One Portrait of One Woman (1916), Frederick R. Weisman Art Museum, Minneapolis

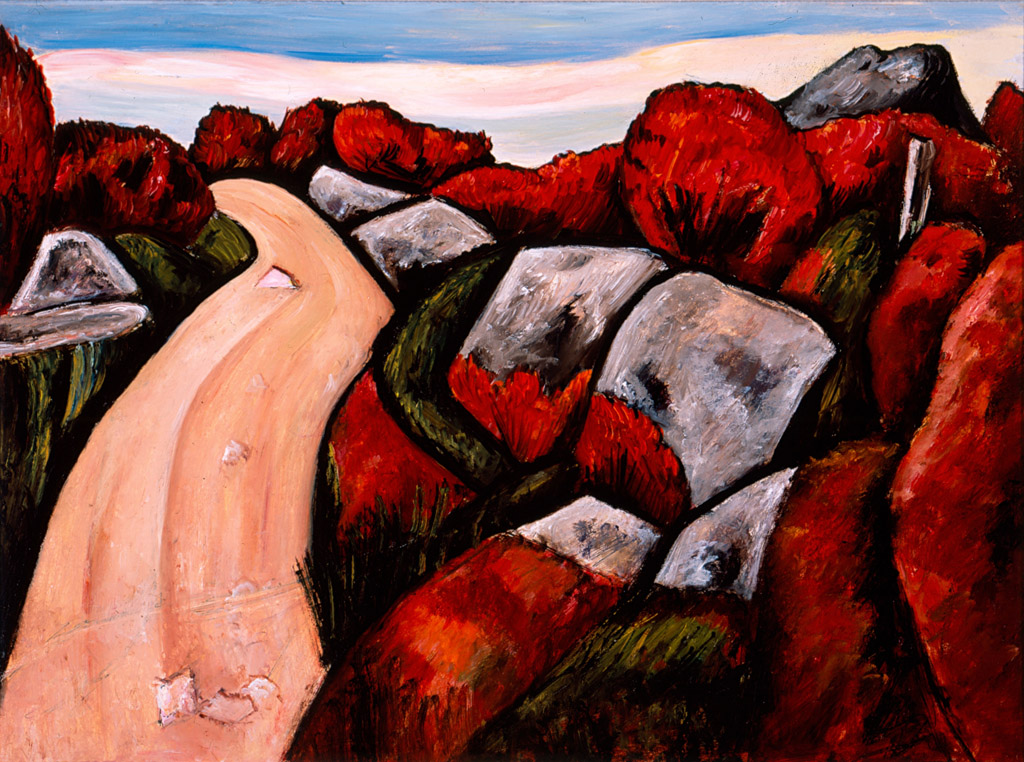
Blueberry Highway, Dogtown, 1931, High Museum of Art, Atlanta

Zunächst ging er nach Paris, wo er im Kreis seiner Mäzenin Gertrude Stein verkehrte. Hier lernte er den Bildhauer Arnold Rönnebeck und dessen Cousin, den deutschen Offizier Karl von Freyburg, kennen. Nach einem kurzen Besuch im Januar 1913 entschied er sich, etwas länger in Berlin zu bleiben; er zog im Mai 1913 mit Freyburg in die Metropole und lebte dort bis zum Dezember 1915. Hartley wandte sich von seinem bisher gepflegten Stil der Landschafts- und Stillleben-Malerei ab. Er knüpfte Kontakte zur deutschen Avantgarde und pflegte besonders intensiven Austausch mit Wassily Kandinsky und Franz Marc, deren künstlerisches Schaffen, neben Kubismus und Orphismus, für seine Arbeit bestimmend wurde.
Es entstand eine Reihe von Gemälden, die zuerst von Hartleys Förderer Alfred Stieglitz in seiner New Yorker Galerie 291 gezeigt wurde und heute als „Ikonen der amerikanischen Avantgarde“ gelten. In ihnen malte Hartley sowohl figurative (The Warriors. 1913) wie zunehmend abstrakte Darstellungen des preußischen Militärs, das er als Ausdruck kraftvoller Maskulinität tief bewunderte. Georgia O’Keeffe hingegen fand, die Bilder seien in Komposition und Farben viel zu laut, „wie eine Blaskapelle in einem kleinen Wandschrank“. Den Kriegstod seines Freundes Karl von Freyburg am 7. Oktober 1914, mit dem er eine erotische Beziehung gehabt hatte, verarbeitete Hartley in einer Reihe von zwölf symbolischen Gemälden.
Er wurde durch die Kriegsereignisse zur Rückkehr in die Vereinigten Staaten gezwungen und ging in seine Heimatstadt zurück. Dort wurde er die „Regionalgröße“ unter den Bildenden Künstlern in Maine und brachte eine eigenständige originär US-amerikanische Malerei hervor. Sein Spätwerk zeichnet sich vor allem durch Landschaften, Seestücke und Genrebilder aus, denen eine expressiv-konturierte Farbigkeit zu eigen ist.
Marsden Hartleys Dichtung und Malerei wurden von der Kunstgeschichte vor allem als Teil der Avantgarde und als modernistisch verstanden. In letzter Zeit betonte Donna M. Cassidy den Zusammenhang von Hartleys Werk mit dem amerikanischen Regionalismus (Grant Wood, Thomas Benton).
2014 fand erstmals eine Ausstellung, Marsden Hartley: The German Paintings, mit 30 Gemälden aus seiner Berliner Zeit in der Berliner Neuen Nationalgalerie statt.

## Werke (Auswahl)
- Musical Theme (Oriental Symphony) (1913), Rose Art Museum, Brandeis University (Abbildung)
- The Warriors (1913), Regis Collection, Minneapolis
- Portrait of a German officer (1914), Metropolitan Museum of Art, New York (Abbildung und Beschreibung)
- Der Leuchtturm (1915), seit 1929 im Besitz von Hans-Hasso von Veltheim, 1954 bis 2008 in der Moritzburg (Halle (Saale)), dann nach Restitution bei Christie’s für 6,3 Millionen US$ versteigert (Auktionskatalog)
- Das Schiff (1915), Moritzburg
- One Portrait of One Woman (1916, Gemälde für Gertrude Stein), Frederick R. Weisman Art Museum, Minneapolis
- Christ held by Half-Naked Men (1940/41), Hirshhorn Museum, Washington, DC (Abbildung)
- Rosen (1943), Walker Art Center, Minneapolis

## Ausstellungen
- 1944/1945: Lyonel Feininger, Marsden Hartley, Museum of Modern Art, New York[8]
- 2014: Marsden Hartley – Die deutschen Bilder / The German paintings 1913–1915, Neue Nationalgalerie, Berlin.[9]
- 2019: Marsden Hartley, Retrospektive im Louisiana Museum of Modern Art, Dänemark[10]